# Pitt River (Kanada)
Der Pitt River ist ein rechter Nebenfluss des Fraser River im Südwesten der kanadischen Provinz British Columbia. Benannt wurde der Fluss nach dem britischen Premierminister William Pitt (1759–1806).

## Flusslauf
Der Pitt River entspringt 5 km südöstlich des Garibaldi Lake auf einer Höhe von 1400 m in den Garibaldi Ranges. Er wird vom North-Pitt-Gletscher und South-Pitt-Gletscher gespeist. Der Oberlauf des Pitt River befindet sich innerhalb des Garibaldi Provincial Parks. Der Fluss fließt in südsüdöstlicher Richtung und mündet in das Nordende des Pitt Lake. Er verlässt diesen an dessen Südende und fließt noch 20 km bis zu seiner Mündung bei Port Coquitlam in den Fraser River. Der Alouette River trifft etwa 5 km oberhalb der Mündung linksseitig auf den Fluss. Kurz vor der Mündung überspannt die Pitt River Bridge, über welche der British Columbia Highway 7 verläuft, den Pitt River. Die Gesamtlänge des Pitt River beträgt 100 km. 8 km oberhalb des Pitt Lake beträgt der mittlere Abfluss des Pitt River 54 m³/s. Die höchsten Abflüsse treten gewöhnlich im Juni und Juli auf.